# Werner Schartow
Werner Adolf Benedikt Schartow (Argenau, 5 februari 1890 - West-Berlijn, 25 juni 1977) was een Duitse officier en Generalleutnant tijdens de Tweede Wereldoorlog. 

## Leven
Op 5 februari 1890 werd Werner Schartow geboren in Argenau. Hij was de zoon van de Forstmeister Benedikt Schartow (28 februari 1933) en zijn vrouw Elisabeth Schartow (geboortenaam Salémon) (10 oktober 1935).
Na zijn opleiding aan de cadettenschool, trad Schartow als Fähnrich (vaandrig) in dienst van het Pruisische leger, en werd geplaatst in het Grenadier-Regiment "König Wilhelm I." (2. Westpreußisches) Nr. 7. Na zijn bezoek aan de militaire academie werd hij op 20 maart 1911 bevorderd tot Leutnant (tweede luitenant). Het Patent werd daarbij op 24 juni 1909 vastgelegd. Als gevolg van zijn bevordering, werd Schartow nu als compagnieofficier ingezet in het Grenadier-Regiment "König Wilhelm I." (2. Westpreußisches) Nr. 7. In mei 1914 werd hij dan benoemd tot adjudant van het 1e bataljon in het 2. Westpreußisches Grenadier-Regiment "König Wilhelm I" Nr. 7. 

### Eerste Wereldoorlog
In de zomer van 1914 kwam hij aan het begin van de Eerste Wereldoorlog naar het front. Op 28 juni 1915 werd Schartow daar bevorderd tot Oberleutnant (eerste luitenant). Na zijn bevordering werd hij vanaf 1 juli 1915 als compagniecommandant van de 1e compagnie in het 2. Westpreußisches Grenadier-Regiment "König Wilhelm I" Nr. 7 ingezet. Midden december 1916 werd Schartow benoemd tot regimentsadjudant in het 2. Westpreußisches Grenadier-Regiment "König Wilhelm I" Nr. 7. Op 15 juli 1918 werd hij dan tot Hauptmann (kapitein bevorderd. Vanaf 1 september 1918 werd hij ingezet als adjudant in de 8e Infanteriebrigade. Deze functie behield Schartow tot het einde van de oorlog. 

### Interbellum
Na de oorlog bleef hij dienen als adjudant van de 8e Infanteriebrigade. In juli 1919 werd Schartow naar het rekruteringsdepot van het Pruisische ministerie van Oorlog gecommandeerd. Eind augustus 1919 trad hij als Hauptmann over naar de Sicherheitspolizei in Berlijn. Op 10 november 1919 trouwde Schartow de twaalf jaar oudere Maria Emma Liebenstein (gescheiden Nowack), de dochter van de wijnboer Karl Liebenstein uit Berlin-Charlottenburg. 
Op 31 januari 1920 werd hij pas officieel uit de voorlopige Reichsheer ontslagen. Daarna werkte hij verder in de politie. Midden jaren '20 behoorde Schartow als Hauptmann tot de Schutzpolizei. Op 4 januari 1926 ging hij scheiden van zijn eerste vrouw. Hierna hertrouwde Schartow op 5 augustus 1926 met twaalf jaar jongere Else Margarethe Elisabeth Willinsky in Berlijn. Het echtpaar kreeg een dochter (1927) en een zoon (1933). Op 29 april 1927 volgde zijn bevordering tot Major der Polizei (majoor in de politie). Schartow werd later benoemd tot commandant van de Schutzpolizei in Suhl. Op 1 december 1933 kreeg hij het commando over de Landespolizei-Abteilung Erfurt. Als gevolg van deze aanstelling, werd hij op 20 april 1935 bevorderd tot Oberstleutnant der Polizei (luitenant-kolonel in de politie). Zijn Rangdienstalter (RDA) werd daarbij vastgesteld op 1 september 1934.
Tijdens de verdere uitbouw van de Reichswehr in de Wehrmacht,  werd Schartow op 15 oktober 1935 als Oberstleutnant in de Heer overgenomen. Op 15 oktober 1935 werd hij de komende tijd als commandant van het 2e bataljon in het 8e Infanterieregiment, dat gestationeerd was aan de Frankfurt an der Oder ingezet. Als bataljonscommandant werd Schartow op 1 maart 1937 bevorderd tot Oberst (kolonel). Eind mei 1937 droeg hij zijn commando weer over, en werd op 1 juni 1937 als adjudant naar Dresden overgeplaatst om daar te gaan dienen in het Gruppenkommando 3. Door naamswijziging van de staf in februari 1938, werd Schartow adjudant in het Heeresgruppen-Kommando 3. Op 1 september 1938 werd hij naar de staf van de 1e Pantserdivisie gecommandeerd. Hierna volgde zijn benoeming tot commandant van Weimar. Tijdens het uitoefenen van deze functie was hij gerechtigd om het uniform van het 8e Infanterieregiment te mogen dragen. Schartow behield deze functie ook tijdens de mobilisatie voor de Tweede Wereldoorlog in de zomer van 1939.

### Tweede Wereldoorlog
Op 8 september 1939 werd Schartow naar de staf van de 44e Infanteriedivisie gecommandeerd. Als opvolger van de Oberst Rudolf von Tschudi, nam hij op 25 oktober 1939 het commando over het Infanterie-Ersatz-Regiment 69 in Soest op zich. Midden januari 1940 droeg Schartow zijn commando over aan de Oberstleutnant Hermann-Bernhard Ramcke, en werd op 16 januari 1940 tot commandant van het 401e Infanterieregiment benoemd. Dit regiment maakte in de zomer van 1940 onderdeel uit van de 170e Infanteriedivisie, en diende later als bezettingsmacht in Denemarken en later in Frankrijk. Op 1 maart 1941 werd Schartow bevorderd tot Generalmajor (brigadegeneraal). Midden maart 1941 droeg hij het commando over van de naar de Balkan verplaatste 401e Infanterieregiment, en werd weer in de Führerreserve geplaatst. Op 22 maart 1941 werd Schartow benoemd tot commandant van het Sofia in Bulgarije. Begin augustus 1941 werd hij als opvolger van de Generalleutnant Hans Schönhärl voor korte tijd benoemd tot commandant van de 167e Infanteriedivisie. Hierna werd hij weer in het Führerreserve geplaatst. Vanaf 19 februari 1942 kreeg Schartow het commando over de Division z.b.V. 429. Met zijn benoeming tot commandant, was hij verantwoordelijk voor de Landesschützen (vergelijkbaar met infanterie eenheden) in Wehrkreis IX. Als gevolg hiervan werd Schartow op 1 maart 1943 bevorderd tot Generalleutnant (generaal-majoor). Op 3 maart 1943 droeg hij zijn commando weer over, en werd in het Führerreserve gezet. Hierna werd hij als Feldkommandant naar de staf van de Militärbefehlshaber Frankreich gecommandeerd. Vanaf 15 maart 1943 was Schartow voor een korte periode mit der Wahrnehmung der Geschäfte beauftragt (m.d.W.d.G.b.) (vrije vertaling: met de waarneming van de functie belast) van het Oberfeldkommandantur 397 (OFK 397). Later werd hij definitief benoemd tot commandant van het OFK 397. Daarna werd hij vanaf eind april 1943 commandant van Dnepropetrovsk. Begin februari 1944 werd Schartow als opvolger van de Generalleutnant Adolf von Kleist benoemd tot commandant van de Oberfeldkommandantur 225 (OFK 225) in Warschau. In juli 1944 droeg hij zijn commando weer over aan de Generalmajor Hermann Kruse, en nam het enige tijd later het commando weer over. In oktober 1944 door een naamswijziging van zijn staf tot commandant van de Division z.b.V. 602 benoemd. Vervolgens bleef hij leiding geven aan deze staf en de daaraan ondergeschikt gestelde eenheden in het generaal-gouvernement. In februari 1945 werd Schartow met zijn divisiestaf z.b.V. 602 in Opper-Silezië tot inzet. 
Tijdens de capitulatie van de Wehrmacht in mei 1945, raakte Schartow bij Tábor in Russische krijgsgevangenschap. Hij werd vervolgens naar Rusland getransporteerd, waar hij in meerdere verschillende kampen geïnterneerd was. De kampen waren: Krasnogorsk (48), Cerny (62), Kiew (362), Stalingrad (476), Swerdlowsk, Poltawa (1) en Charkow (23).
In november 1947 werd hij door een militaire Sovjetrechtbank in Oekraïne veroordeeld tot 25 jaar werkkamp. Schartow werd in het goelag Workuta opgesloten. In oktober 1955 werd hij gerepatrieerd.

## Na de oorlog
Over het verdere verloop van zijn leven is niets bekend. Op 25 juni 1977 stierf Schartow in West-Berlijn.

## Carrière
Schartow bekleedde verschillende rangen in zowel het Pruisische leger als Heer. De volgende tabel laat zien dat de bevorderingen niet synchroon liepen.
| Datums                                           | Pruisische leger | Politie                    | Heer            |
| ------------------------------------------------ | ---------------- | -------------------------- | --------------- |
| 3 maart 1910                                     | Fähnrich         | —                          | —               |
| 20 maart 1911                                    | Leutnant         | —                          | —               |
| 28 juni 1915                                     | Oberleutnant     | —                          | —               |
| 15 juli 1918                                     | Hauptmann        | —                          | —               |
| 25 augustus 1919                                 | —                | Hauptmann der Polizei      | —               |
| 29 april 1927                                    | —                | Major der Polizei          | —               |
| 20 april 1935                                    | —                | Oberstleutnant der Polizei | —               |
| 15 oktober 1935 (met RDA vanaf 1 september 1934) | —                | —                          | Oberstleutnant  |
| 1 maart 1937                                     | —                | —                          | Oberst          |
| 1 maart 1941                                     | —                | —                          | Generalmajor    |
| 1 maart 1943                                     | —                | —                          | Generalleutnant |

- Opmerking: de rang van Generalmajor is vergelijkbaar met die van een hedendaagse brigadegeneraal (OF-6). Het Duitse leger kende tijdens de Tweede Wereldoorlog geen rang van een brigadegeneraal, waardoor de eerste generaalsrang een Generalmajor was. Het naoorlogse Duitse leger kent overigens wel volgens de NAVO schaal een brigadegeneraal als eerste generaalsrang.

## Onderscheidingen
- IJzeren Kruis 1914, 1e Klasse[2] en 2e Klasse[2]
- Ridderkruis in de Huisorde van Hohenzollern met zwaarden[2]
- Kruis voor Oorlogsverdienste, 1e Klasse (20 april 1943[1]) en 2e Klasse (7 oktober 1940[1]) met zwaarden